# Нижнє Абдряшево
Нижнє Абдря́шево (рос. Нижнее Абдряшево, башк. Түбәнге Әбдрәш) — присілок у складі Абзеліловського району Башкортостану, Росія. Входить до складу Альмухаметовської сільської ради.
Населення — 67 осіб (2010; 71 в 2002).
Національний склад:
- башкири — 99%